# The Innocents (Fernsehserie)
The Innocents ist eine britische Fernsehserie, die am 24. August 2018 auf Netflix veröffentlicht wurde. Netflix hat die Serie nach einer Staffel eingestellt.

## Handlung
Die Teenager June und Harry laufen gemeinsam von zuhause weg. Rasch merken sie, dass sie verfolgt werden. June findet heraus, dass sie eine Gestaltwandlerin ist, als sie sich überraschend in ihren Verfolger Steinar verwandelt und erst nach einigen Stunden ihre eigene Erscheinung zurückerhält. June und Harry flüchten nach London.
Auch Junes Mutter, die ihre Familie vor Jahren verlassen hat, ist eine Gestaltwandlerin. Sie lebt in einer Kolonie des Wissenschaftlers Halvorson, in der dieser Gestaltwandlerinnen erforscht und betreut. Halvorson hat auch Steinar auf June angesetzt, um sie in die Kolonie zu bringen.

## Besetzung und Synchronisation
Die deutschsprachige Synchronisation der Serie wurde bei der VSI Synchron nach Dialogbüchern und unter der Dialogregie von Andreas Pollak erstellt.
| Rolle                                     | Schauspieler                | Synchronsprecher       |
| ----------------------------------------- | --------------------------- | ---------------------- |
| June McDaniel                             | Sorcha Groundsell           | Jodie Blank            |
| Harry Polk                                | Percelle Ascott             | Max Felder             |
| John McDaniel, Junes Stiefvater           | Sam Hazeldine               | Torsten Michaelis      |
| Christine Polk, Harrys Mutter, Polizistin | Nadine Marshall             | Britta Steffenhagen    |
| Bendik „Ben“ Halvorson, Wissenschaftler   | Guy Pearce                  | Thomas Schmuckert      |
| Steinar, Halvorsons Erfüllungsgehilfe     | Jóhannes Haukur Jóhannesson | Bernd Egger            |
| Elena Askelaand, Junes Mutter             | Laura Birn                  | Berenice Weichert      |
| Runa Gundersen, Halvorsons Frau           | Ingunn Beate Øyen           | Sabina Trooger         |
| Ryan McDaniel, Junes Bruder               | Arthur Hughes               | Sebastian Kluckert     |
| Sigrid                                    | Lise Risom Olsen            | Greta Galisch de Palma |
| Alf                                       | Trond Fausa Aurvåg          |                        |

## Episodenliste
| Nr. | Deutscher Titel                      | Originaltitel              | Erstveröffentlichung USA | Deutschsprachige Erstveröffentlichung (D/A/CH) | Regie            | Drehbuch                                    |
| --- | ------------------------------------ | -------------------------- | ------------------------ | ---------------------------------------------- | ---------------- | ------------------------------------------- |
| 1   | Der Anfang von uns                   | The Start of Us            | 24. Aug. 2018            | 24. Aug. 2018                                  | Farren Blackburn | Hania Elkington                             |
| 2   | Beruhige dich, das rettet dich       | Keep Calm, Come to No Harm | 24. Aug. 2018            | 24. Aug. 2018                                  | Farren Blackburn | Simon Duric                                 |
| 3   | Kaugummi und Matsch                  | Bubblegum & Bleach         | 24. Aug. 2018            | 24. Aug. 2018                                  | Farren Blackburn | Hania Elkington                             |
| 4   | Deborah                              | Deborah                    | 24. Aug. 2018            | 24. Aug. 2018                                  | Farren Blackburn | Hania Elkington                             |
| 5   | Ein leidenschaftlicher Amateur       | Passionate Amateur         | 24. Aug. 2018            | 24. Aug. 2018                                  | Jamie Donoughue  | Simon Duric, Hania Elkington & Stacey Gregg |
| 6   | Nicht der einzige Freak in der Stadt | Not the Only Freak in Town | 24. Aug. 2018            | 24. Aug. 2018                                  | Jamie Donoughue  | Corinna Faith                               |
| 7   | Liebst du mich auch?                 | Will You Take Me Too?      | 24. Aug. 2018            | 24. Aug. 2018                                  | Farren Blackburn | Hania Elkington                             |
| 8   | Alles. Einfach alles.                | Everything. Anything.      | 24. Aug. 2018            | 24. Aug. 2018                                  | Farren Blackburn | Simon Duric                                 |